# Buzzards Bay (Massachusetts)
Buzzards Bay é um lugar designado pelo censo localizado no condado de Barnstable no estado estadounidense de Massachusetts. No Censo de 2010 tinha uma população de 3.859 habitantes e uma densidade populacional de 507,66 pessoas por km².

## Geografia
Buzzards Bay encontra-se localizado nas coordenadas 41° 45′ 18″ N, 70° 36′ 58″ O. Segundo a Departamento do Censo dos Estados Unidos, Buzzards Bay tem uma superfície total de 7.6 km², da qual 4.96 km² correspondem a terra firme e (34.75%) 2.64 km² é água.

## Demografia
Segundo o censo de 2010, tinha 3.859 pessoas residindo em Buzzards Bay. A densidade populacional era de 507,66 hab./km². Dos 3.859 habitantes, Buzzards Bay estava composto pelo 94.3% brancos, o 0.98% eram afroamericanos, o 0.54% eram amerindios, o 1.11% eram asiáticos, o 0% eram insulares do Pacífico, o 1.04% eram de outras raças e o 2.02% pertenciam a duas ou mais raças. Do total da população o 1.37% eram hispanos ou latinos de qualquer raça.